# Kim Ho-nam
Đây là một tên người Triều Tiên, họ là Kim.
Kim Ho-nam (sinh ngày 14 tháng 6 năm 1989) là một cầu thủ bóng đá Hàn Quốc thi đấu cho Sangju Sangmu.

## Thống kê câu lạc bộ
| Thành tích câu lạc bộ | Thành tích câu lạc bộ | Thành tích câu lạc bộ | Giải vô địch | Giải vô địch | Cúp                   | Cúp                   | Tổng cộng | Tổng cộng |
| Mùa giải              | Câu lạc bộ            | Giải vô địch          | Số trận      | Bàn thắng    | Số trận               | Bàn thắng             | Số trận   | Bàn thắng |
| Nhật Bản              | Nhật Bản              | Nhật Bản              | Giải vô địch | Giải vô địch | Cúp Hoàng đế Nhật Bản | Cúp Hoàng đế Nhật Bản | Tổng cộng | Tổng cộng |
| --------------------- | --------------------- | --------------------- | ------------ | ------------ | --------------------- | --------------------- | --------- | --------- |
| 2010                  | Sagan Tosu            | J2 League             | 4            | 0            | 1                     | 0                     | 5         | 0         |
| Quốc gia              | Nhật Bản              | Nhật Bản              | 4            | 0            | 1                     | 0                     | 5         | 0         |
| Tổng                  | Tổng                  | Tổng                  | 4            | 0            | 1                     | 0                     | 5         | 0         |